# Hylodidae
Hylodidae (лат.) — небольшое семейство бесхвостых земноводных. Является ли их сестринскими таксонами Dendrobatoidea или Alsodidae, до сих пор обсуждается.

## Распространение
Ареал семейства простирается от северо-запада до юга Бразилии и северной Аргентины.

## Классификация
На октябрь 2018 года в семейство включают 3 рода и 47 видов:
- Crossodactylus Duméril & Bibron, 1841 (14 видов)
- Hylodes Fitzinger, 1826 — Лесолюбы (26 видов)
- Megaelosia Miranda-Ribeiro, 1923 — Большие лесолюбы (7 видов)

## Галерея

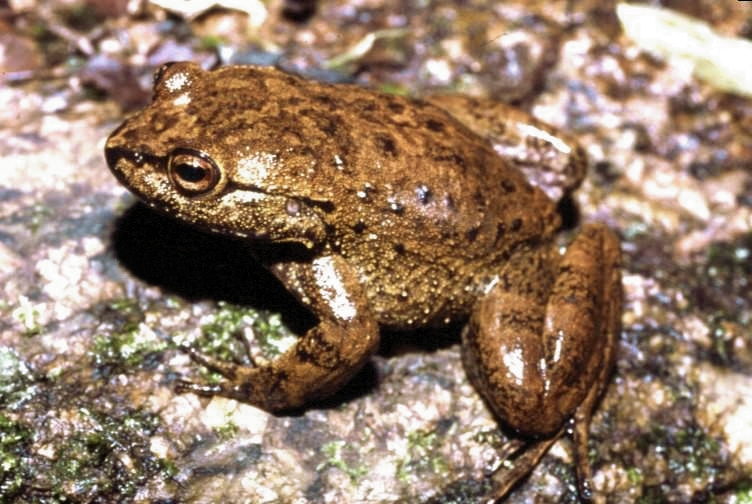
Megaelosia boticariana
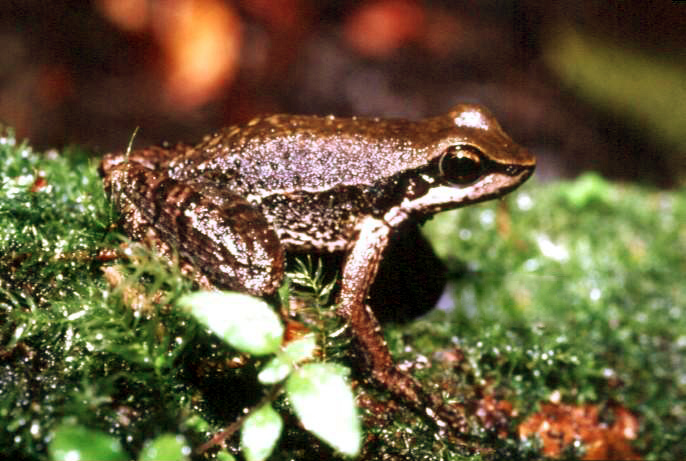
Hylodes phyllodes
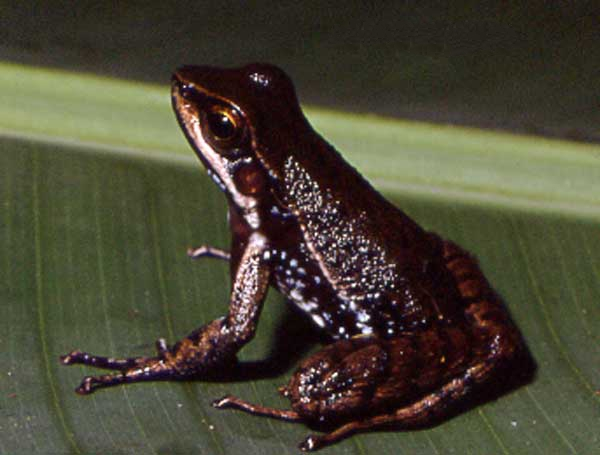
Hylodes heyeri
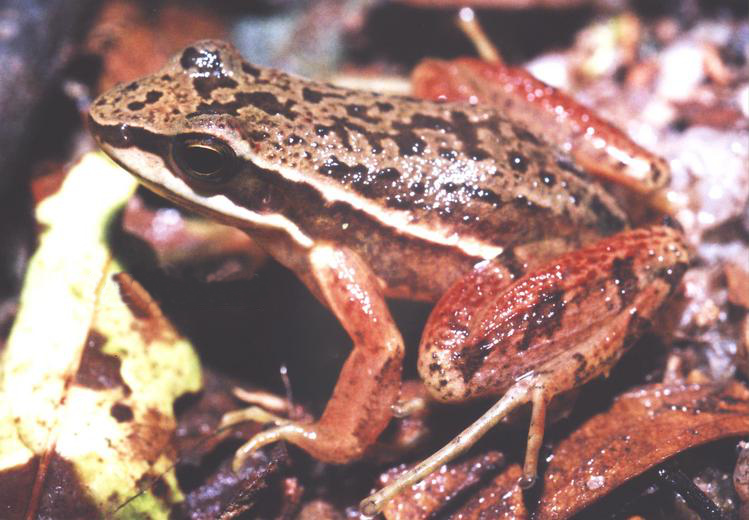
Hylodes sazimai